# Borčice (okres Ilava)
Borčice jsou obec na Slovensku v okrese Ilava. Žije zde 752 obyvatel.

## Poloha
Borčice leží uprostřed Ilavského Podolí na pravobřežní terase Váhu.

## Dějiny
Vesnice byla součástí Trenčínského hradního panství, později byla ve vlastnictví několika zemanských rodin. Její první písemná zmínka je spojena s benediktinským opatstvím na Skalce a v archivních pramenech se uvádí roku 1224. V roce 1238 uváděna pod názvem Bork. Zemanský rod Borčickovců je doložen ze 14. století. Zemané zastávali ve středověku vysoké funkce ve stoliční správě Trenčínské stolice. Známý je Peter z Borčice jako stoliční notář (1479), Bartoloměj Borčický (1536), trenčínský hejtman Ján Borčický, který se stal i stoličním hejtmanem (1571). Jako služebník církve vynikl nitranský kanovník Jeremiáš z Borčice (1520–1529). Štefan Borčický byl administrátorem (správcem) levického třicátku i správcem Šášovského hradu. Na sklonku 15. století, jak se píše v Lexikonu erbů Trenčínské stolice (H + H 2000), měl Peter z Borčice čtyři syny, z nichž Juraj a Albert založili základní rodové linie Borčiců. Majetek Borčicové rozšířili o Bolešov, později získali i majetky v Drietome, Podskalí a v Preseľanech. Erb rodu Borčiců vydal král Ludvík II. 25. ledna 1520. Nejstarší dochovanou pečetí je pečeť Martina Borčického (1528).

## Obyvatelstvo

### Národnostní složení
| \| Borčice (okres Ílava) SODB 2001 \| Borčice (okres Ílava) SODB 2001 \| Borčice (okres Ílava) SODB 2001 \| Borčice (okres Ílava) SODB 2001 \| Borčice (okres Ílava) SODB 2001 \| \| ------------------------------- \| ------------------------------- \| ------------------------------- \| ------------------------------- \| ------------------------------- \| \| \| \| \| \| \| \| Slováci \| Slováci \| \| 99,00 % \| 99,00 % \| \| Ostatní, nezjištění, Češi \| Ostatní, nezjištění, Češi \| \| 1,00 % \| 1,00 % \| |                           |  |         |         |
| Borčice (okres Ílava) SODB 2001 |                           |  |         |         |
| |                           |  |         |         |
| Slováci | Slováci                   |  | 99,00 % | 99,00 % |
| Ostatní, nezjištění, Češi | Ostatní, nezjištění, Češi |  | 1,00 %  | 1,00 %  |

### Náboženské složení
| \| Borčice (okres Ílava) SODB 2001 \| Borčice (okres Ílava) SODB 2001 \| Borčice (okres Ílava) SODB 2001 \| Borčice (okres Ílava) SODB 2001 \| Borčice (okres Ílava) SODB 2001 \| \| ------------------------------- \| ------------------------------- \| ------------------------------- \| ------------------------------- \| ------------------------------- \| \| \| \| \| \| \| \| Římskokatolická církev \| Římskokatolická církev \| \| 91,00 % \| 91,00 % \| \| Bez vyznání \| Bez vyznání \| \| 3,00 % \| 3,00 % \| \| Řeckokatolická církev \| Řeckokatolická církev \| \| 1,00 % \| 1,00 % \| \| Ostatní a nezjištění \| Ostatní a nezjištění \| \| 5,00 % \| 5,00 % \| |                        |  |         |         |
| Borčice (okres Ílava) SODB 2001 |                        |  |         |         |
| |                        |  |         |         |
| Římskokatolická církev | Římskokatolická církev |  | 91,00 % | 91,00 % |
| Bez vyznání | Bez vyznání            |  | 3,00 %  | 3,00 %  |
| Řeckokatolická církev | Řeckokatolická církev  |  | 1,00 %  | 1,00 %  |
| Ostatní a nezjištění | Ostatní a nezjištění   |  | 5,00 %  | 5,00 %  |

## Sport
- TJ Iskra Borčice – fotbalový klub[3]

## Památky
V obci Borčice je zrenovovaný klasicistní zámeček, postavený na starších základech s přilehlým parkem (1815), který je dnes soukromým majetkem. Nacházejí se zde i dvě kaple: z nich v jedné je oltář, zapsaný jako kulturní památka, na hřbitově je barokní socha svatého Jana Nepomuckého, která je také zapsána jako kulturní památka.